# Volant (mecànica)
|  | Aquest article tracta sobre la roda d'inèrcia. Vegeu-ne altres significats a «volant de direcció». |

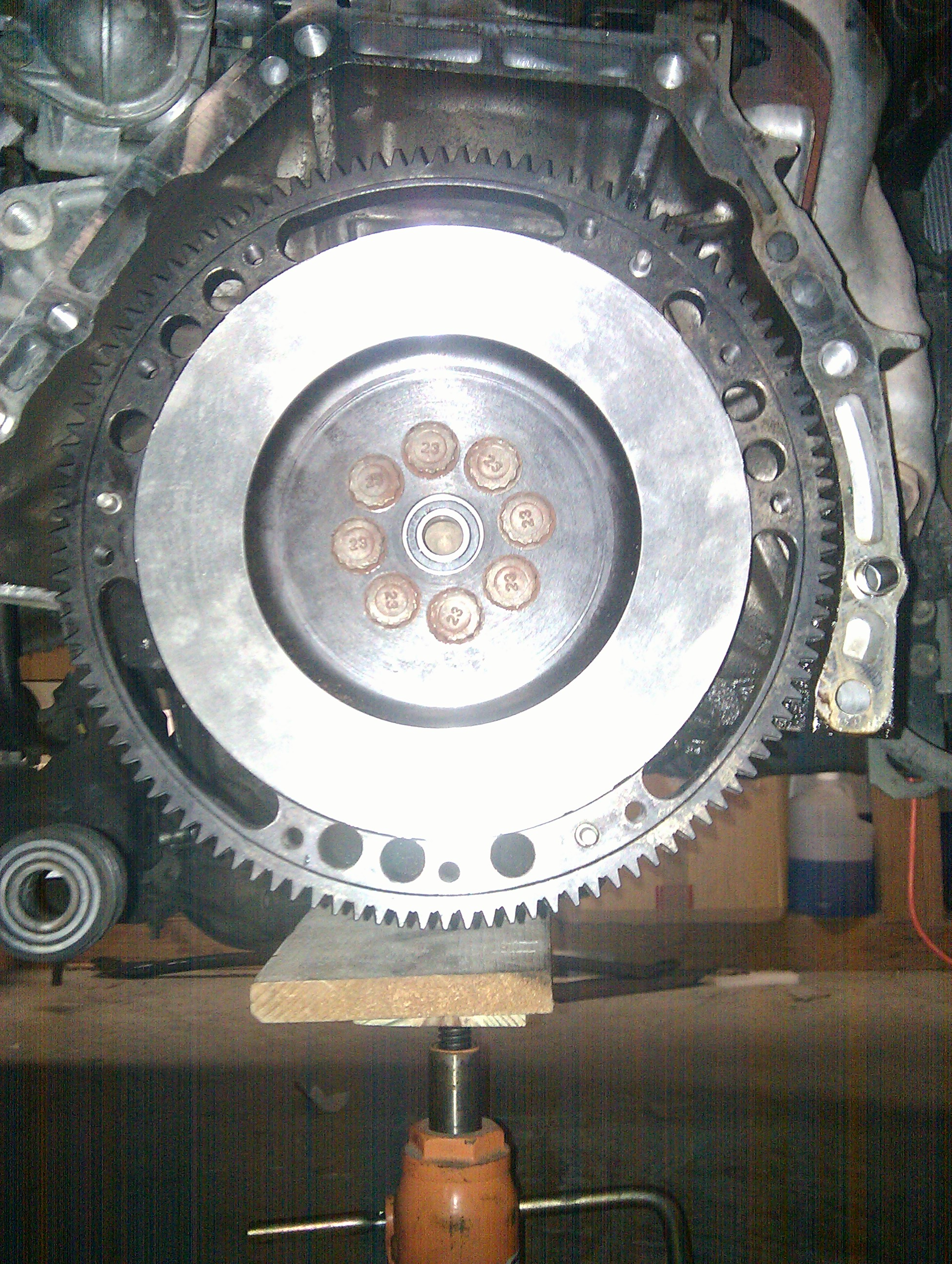
Volant de cigonyal/base-embragatge

En mecànica s'anomena volant a qualsevol disc que aproximadament tingui la massa desplaçada a l'exterior, podent estar format l'interior per un disc massís o radis. També es pot definir com roda o disc molt pesant que fixada en un eix regula el seu moviment per inèrcia. En aquest cas pot sorprendre que en el cas d'un automòbil, podem parlar de tres volants, a saber 1º el volant de conducció, 2º el volant d'inèrcia del motor, i finalment del volant antivibrador o dàmper, també del motor.

## Història

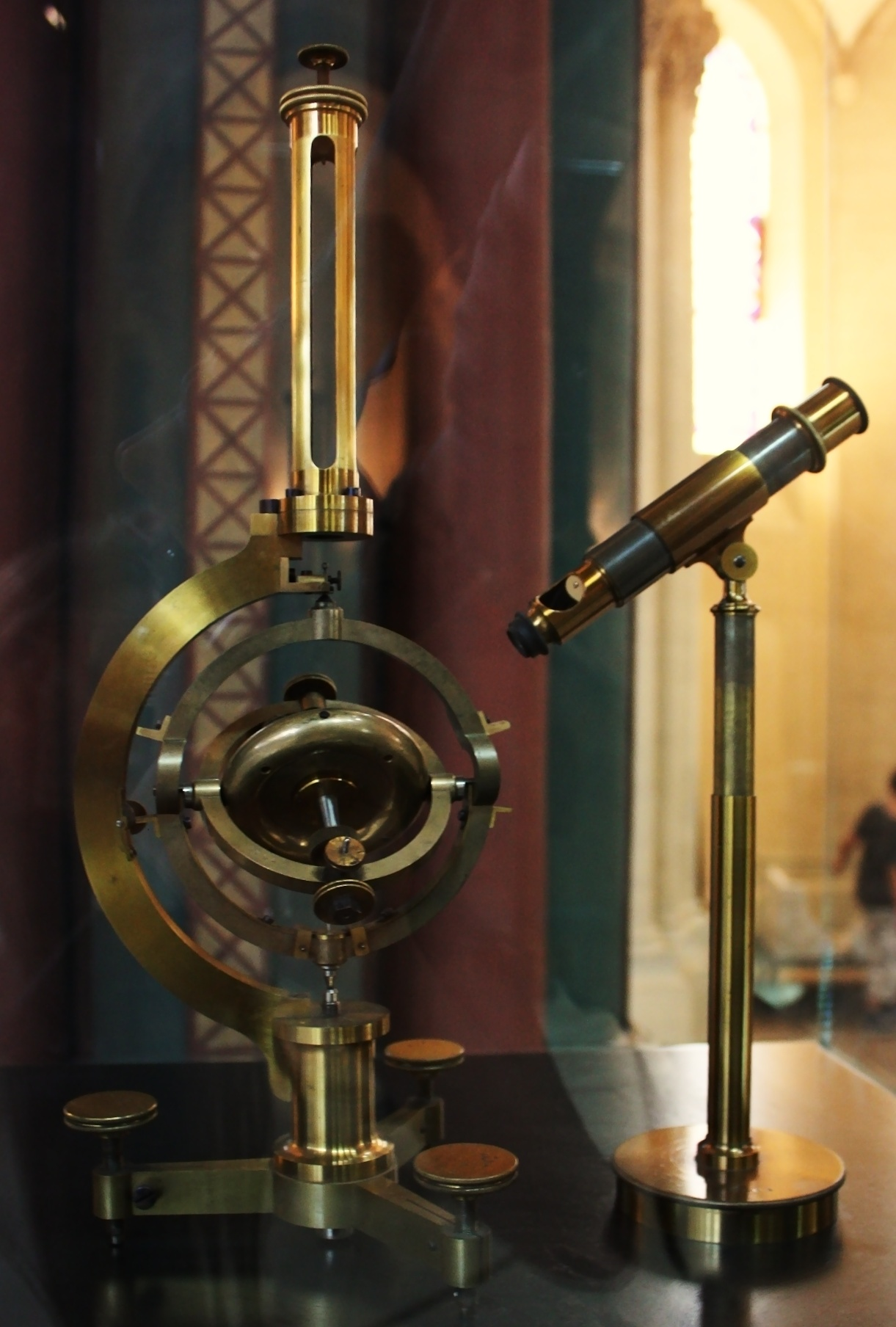
Giroscopi utilitzat per Léon Foucault per estudiar la rotació de la terra

Inspirats en les rodes de carro, les seves propietats es coneixien ja fa molt temps. Ja en 1852 Léon Foucault va construir el giroscopi encabint un volant en una suspensió cardan, que tenia un comportament molt xocant.
En principi els volants només es feien servir com a elements de comandament giratori en sistemes per exemple de rosca (obertura d'una comporta pel pas d'aigua). Més tard amb la invenció de les màquines de vapor, es van tornar a utilitzar sobretot per assumptes de regulació, i es van fer imprescindibles quan van aparèixer els primers motors de combustió interna, perquè eren la manera de superar els punts morts (moments en què el sistema biela-manovella està en línia recta). Encara que avui en dia també fem servir els seus efectes quan anem en bicicleta o bé en motocicleta, ja que ens aprofitem de les qualitats giroscòpiques de les rodes d'aquests vehicles.

## El volant amb element de control

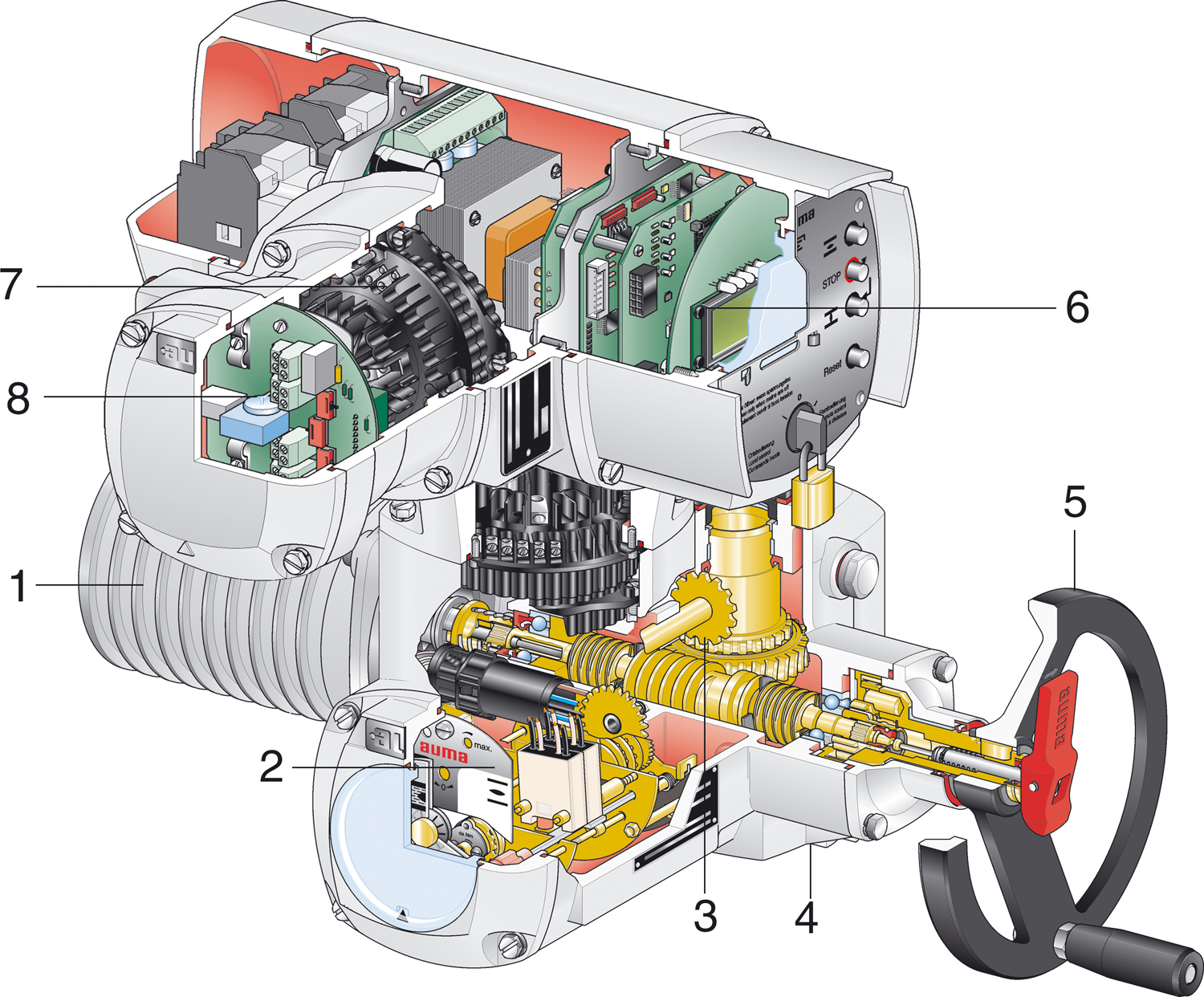
Exemple de mecanisme en què el apartat 5 pertany al volant de control

Quasi tot el món ha tocat un volant de control, ja sigui perquè ha jugat amb ell, el fa servir per conduir un cotxe, o que estigui en un estament en què es faci servir en qualsevol mida per controlar el moviment d'una màquina o un element de precisió. Quasi sempre trobarem la mateixa construcció un anell amb radis i molt probablement fins i tot portarà una maneta incorporada en aquest cèrcol.

## El volant d'inèrcia

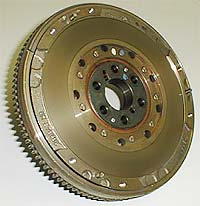
Típic volant d'inèrcia d'un motor d'automòbil on en l'exterior s'hi pot apreciar la corona on engravarà el motor d'arrencada.

El volant d'inèrcia és molt utilitzat en tots aquells mecanismes en què hi hagi impulsos no continus, ja que actua com un acumulador d'energia, a estones en rep i en altres la retorna al sistema.
Tot això és degut a les lleis de la física que regulen els cossos en moviment que s'anomena dinàmica el que provoca que un volant tingui una inèrcia que és la resistència amb la que un cos s'oposa al canvi de moviment, és a dir que si un cos està parat, s'oposa a posar-se en moviment, i que si està en moviment, s'oposarà a aturar-se, llevat que ho faci pel maleït fregament. Així doncs si una roda amb molta massa en la perifèria que està voltant, que vol dir que ha adquirit molta inèrcia, o energia cinètica, no voldrà aturar-se fins a haver esgotat aquesta energia, tot això ho podem quantificar amb les fórmules.
{\displaystyle Energia={\frac {1}{2}}\cdot m\cdot v^{2}} que en moviment circular ho podem calcular com {\displaystyle Energia={\frac {1}{2}}\cdot m\cdot \omega ^{2}} i la velocitat angular com {\displaystyle \omega ={\frac {{\pi }{N}}{30}}}
a on m és la massa, i v, la velocitat, ω la velocitat angular i N les RPM.
Tot això és degut al Principi de la Conservació de l'Energia promulgat per Isaac Newton. podem calcular la força que és capaç de desenvolupar un volant en moviment seguint la fórmula principal de
{\displaystyle F=m\cdot a}
o la de quantitat de moviment 
{\displaystyle Q=mv} Sempre tenint en compte de respectar les mateixes unitats i sabent que correspon a la desacceleració creada en metres/segon.
Com és conegut els volants d'inèrcia són molt utilitzats en maquinària i en motors.

## Altres tipus de volants

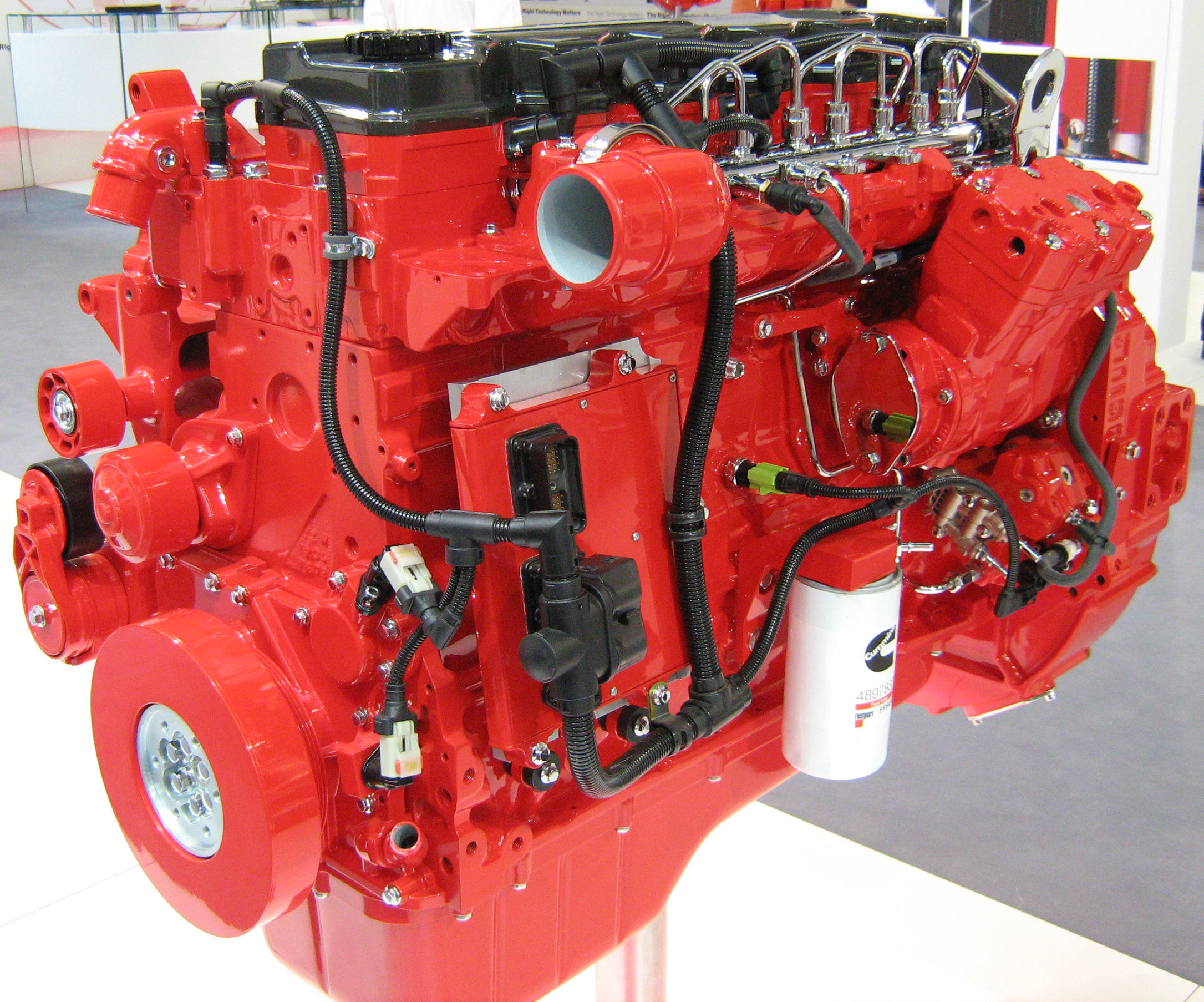
Vista de un motor Cummins, on a sota i al front es veu el volant antivibrador

Al principi de l'article s'ha fet menció del volant antivibrador, anomenat també DAMPER, que es defineix com dispositiu que va muntat al cap del cigonyal per tal d'amortir les vibracions degudes a l'esforç de torsió, en principi pot semblar un volant d'inèrcia però es diferencia d'aquest que és més petit i, la corona té dues parts unides per un mitjà elàstic, que fa que vagi absorbint les vibracions.
També es fa referència al volant compensador utilitzats en els rellotges mecànics, que no deixa de ser una altra aplicació del volant d'inèrcia.